# Chloris elata
Espèce
Chloris elata est une espèce de plantes monocotylédones de la famille des Poaceae, originaire d'Amérique.

## Synonymes
Catalogue of Life (21 février 2016) :
- Andropogon barbatus L.,
- Andropogon polydactylos L., nom. superfl.,
- Chloris arundinacea Nees ex Steud.,
- Chloris barbata (L.) Nash, nom. illég.,
- Chloris breviaristata (Hack.) Herter,
- Chloris consanguinea Kunth, nom. nud.,
- Chloris dandyana C.D.Adams,
- Chloris dandyana var. breviaristata (Hack.) A.M.Molina & Rúgolo,
- Chloris dandyana var. stolonifera (Parodi) A.M.Molina & Rúgolo,
- Chloris polydactyla Sw., nom. superfl.,
- Chloris polydactyla var. breviaristata Hack.,
- Chloris polydactyla f. stolonifera Parodi,
- Miscanthus polydactylos Voss, nom. superfl.,
- Saccharum polydactylon Thunb., nom. superfl.